# Woerdenia
Woerdenia este un gen de molii din familia Lymantriinae.